# Hanina ben Hakinai
Hanina ben Hakinai o Hanania ben Hakinai (en hebreo: חנינא בן חכינאי) fue una Tanaim del siglo II; contemporáneo de Simeón ben Azzai y Simeón el yemenita. A veces es citado como "ben Hakinai".

## Vida
Las identidades de sus primeros maestros no se conocen. De algunas versiones de la Tosefta aparece que Tarfon era uno de ellos, pero que su maestro regular era el rabino Akiva. Se relata que se despidió de su esposa y asistió a Akiva 12 o 13 años sin comunicarse con su familia, a quien recuperó de una manera notable. Fue uno de los pocos que, aunque no fueron ordenados regularmente, se les permitió "argumentar casos ante los sabios".
De una fecha relativamente tardía llega la declaración de que Hananiah b. aakinai fue uno de los Diez Mártires.

## Enseñanzas
Varios halakhot han sido preservados en su nombre, debido a su preservación a Eleazar b. Jacob II. También dejó algunos Midrash halakha.
Hanania ahondaba en los "misterios de la Creación", sobre los cuales consultó a R. Akiva.
Según él, la relación de Dios con Israel afligido se expresa en las palabras de Salomón: "Un hermano nace para la adversidad"; por "hermano" se entiende "Israel", porque es en otro lugar dijo: "Por el bien de mis hermanos y compañeros, ahora diré: La paz esté dentro de ti".
Con referencia a Levítico 5:21 ("Si un alma peca y comete una ofensa contra el Señor, y miente a su prójimo", etc.), comenta: "Ningún hombre miente [actúa deshonestamente] contra su prójimo a menos que primero se vuelva infiel a Dios".